# Lobios (ort)
Lobios är en ort i Spanien.   Den ligger i provinsen Provincia de Lugo och regionen Galicien, i den nordvästra delen av landet, 400 km nordväst om huvudstaden Madrid. Lobios ligger 532 meter över havet och antalet invånare är 2 512.
Terrängen runt Lobios är kuperad, och sluttar norrut. Runt Lobios är det glesbefolkat, med 19 invånare per kvadratkilometer. Närmaste större samhälle är Monforte de Lemos, 12,8 km norr om Lobios. I omgivningarna runt Lobios växer i huvudsak blandskog.